# Hippolyte Bellangé
Joseph Louis Hippolyte Bellangé (1800–1866) fue un pintor de batallas francés. Su arte estuvo influido por las guerras del primer Napoleón, y en su juventud produjo varios dibujos militares en litografía. Después siguió estudios sistemáticos con Antoine-Jean Gros, y con excepción de algunos retratos, se dedicó exclusivamente a piezas de batallas. En 1824 recibió una medalla de segunda clase por un cuadro histórico, y en 1834 la decoración de la Legión de Honor, la cual obtuvo en 1861. También obtuvo un premio en la Exposición Universal de París de 1855.

## Trabajos destacados
- Escena de batalla (circa 1825)[1]
- La Entrada del francés a Mons.
- El día después la Batalla de Jemappes.
- El Paso del Mincio.
- La Batalla de Fleurus (en Versailles).
- Un Duelo en el Tiempo de Richelieu.
- La Batalla de Wagram (en Versailles).
- El Tomando de Teniah de Muzaia (en Salón de 1841, y ahora en Versailles).
- Tomando ruso Ambuscades (1857).
- Episodio del Tomando del Malakoff (1859).
- Los Dos Amigos — Sebastopol, 1855 (exhibidos en Salón de 1861, en Londres en 1862, y en París en 1867).
- La despedida del Soldado (en Leipsic Museo).
- Revisión militar Bajo el Imperio (1810) (aka Mostrando las Tropas; 1862; en Louvre, no encima exhibición)[2][3]
- El regreso del Soldado (en Leipsic Museo).
- El Regreso de Napoleón de Elba (en Salon de 1864, y Exposición de París, 1867).
- El Cuirassiers en Waterloo (en Salon de 1865, y Exposición de París, 1867).
- El Guardia muere (en Salon de 1866, y Exposición de París, 1867, su último trabajo).

## Galería

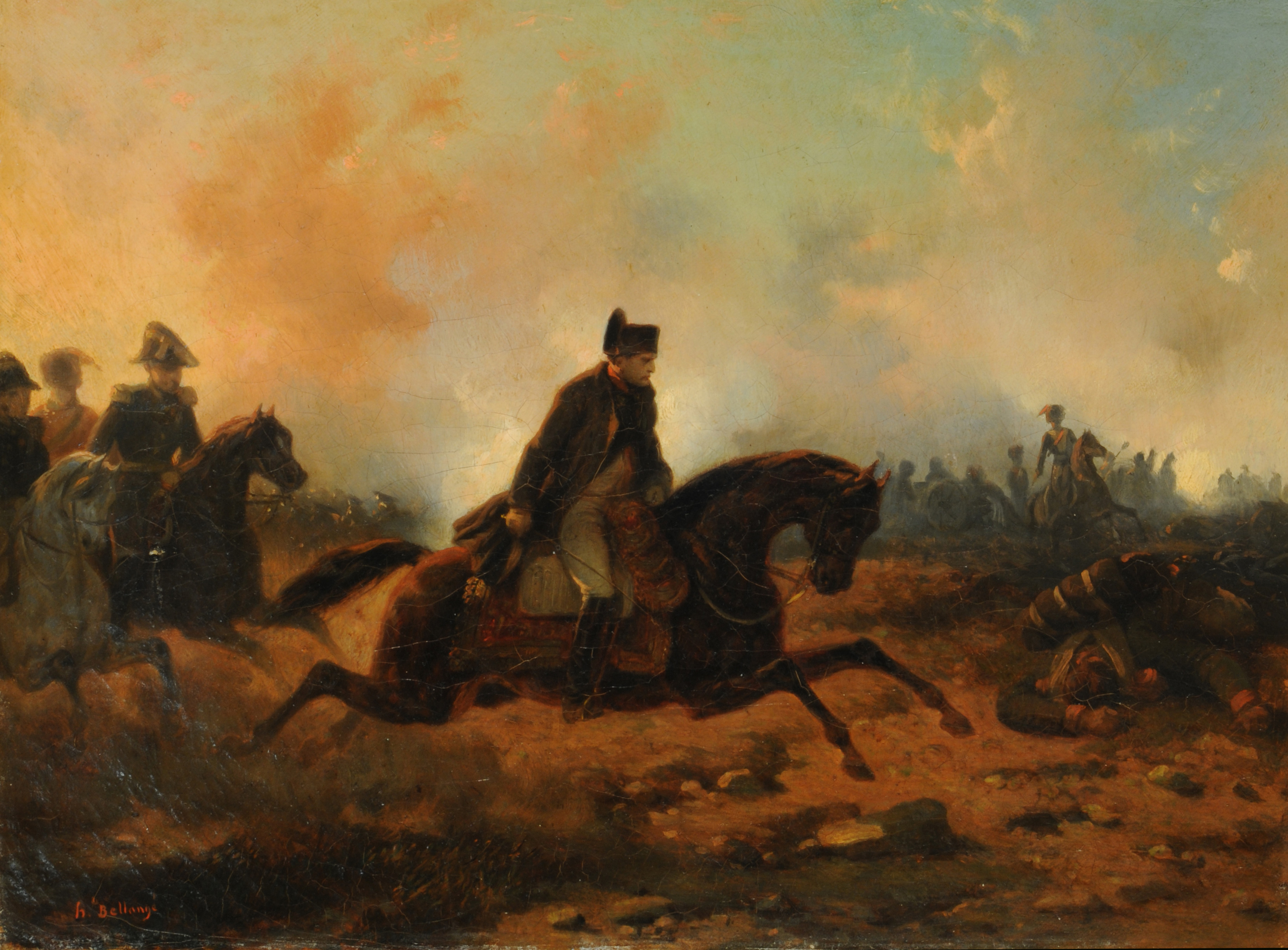
Napoleón chargeant a Waterloo
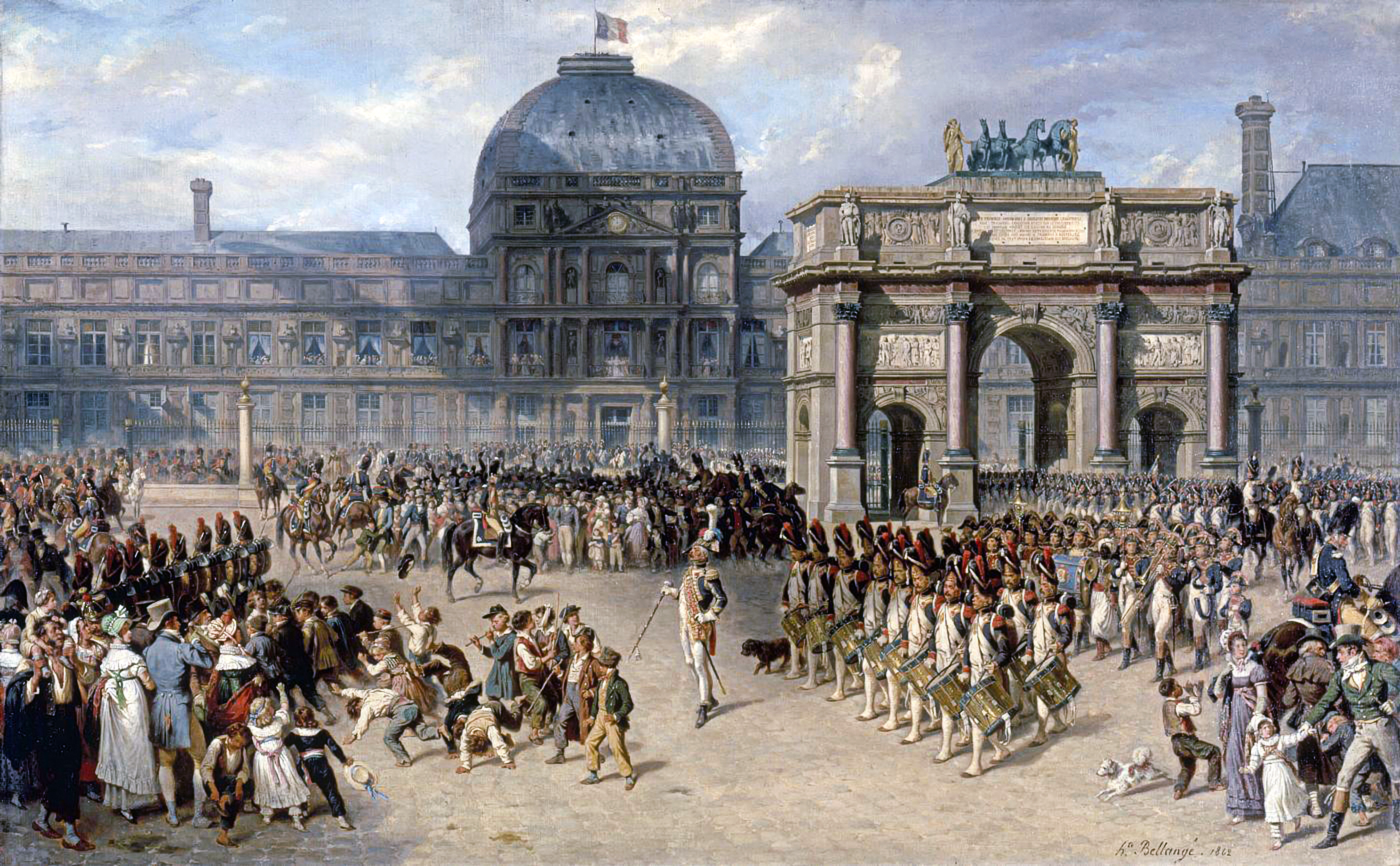
Un jour de revue sous l’Empire
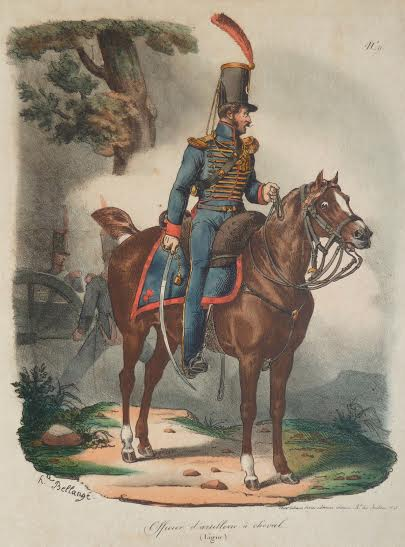
Officier artillerie à cheval
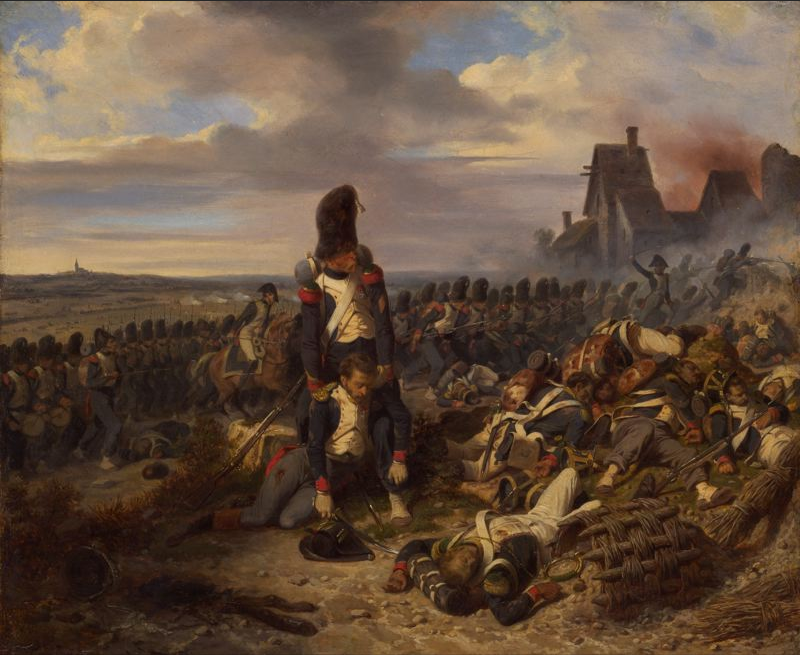
Scène de bataille Chasseurs de la Garde
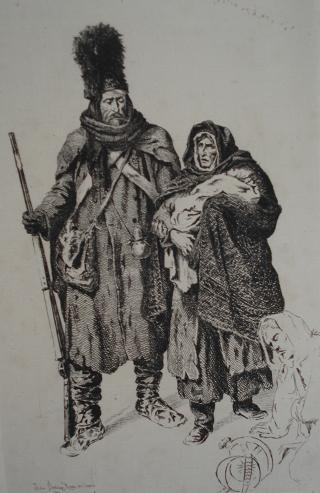
La retraite de Russie